# San Llorente de la Vega
San Llorente de la Vega es una localidad del municipio de Melgar de Fernamental, en la provincia de Burgos, comunidad autónoma de Castilla y León (España), comarca de Odra-Pisuerga.

## Datos generales
La localidad está situada 5 km al este de la capital del municipio, Melgar de Fernamental, en la margen derecha del río Pisuerga, entre dicho río y el Canal de Castilla, junto a las localidades de Tagarrosa, Santa María Ananúñez y Valtierra de Riopisuerga. En la carretera que comunica Melgar con Naveros de Pisuerga y Olmos de Pisuerga, ambas localiadades en la provincia de Palencia.

## Situación administrativa
Entidad Local Menor cuyo alcalde da pedánea es  patricia cubillas perez

## Historia
Antiguo municipio de Castilla la Vieja código INE- 34162, en la provincia de Palencia.
En el censo de la matrícula catastral contaba con 35 hogares y 182 vecinos.
San Llorente de la Vega perteneció hasta 1978 a la provincia de Palencia, constituyendo un municipio independiente dentro de esa provincia. Sin embargo, en el Real Decreto 2508/1978 se aprobó la incorporación de este municipio al de Melgar de Fernamental, en la provincia de Burgos.

## Geografía humana

### Demografía
| Gráfica de evolución demográfica de San Llorente de la Vega entre 1842 y 1970 |
| |
| Población de derecho según los censos de población del INE Población de hecho según los censos de población del INEEntre el censo de 1981 y el anterior, este municipio desaparece porque se integra en el municipio 9211 (Melgar de Fernamental, prov. de Burgos) |

### Urbanismo
Suelo urbano consolidado con una superficie de 7,96 hectáreas.

## Patrimonio
- Iglesia parroquial de San Lorenzo.